# متلازمة العرف العصبي
متلازمة العرف العصبي (بالإنجليزية: neural crest syndrome)‏ هي مجموعة من الاضطراب تسبب فقدان المصاب الإحساس بالألم، نتيجة خلل في النمو في العرف العصبي، يظهر عادة على شكل أورام نسيجية، أو على شكل تطور شاذ للمحور العصبي (الجهاز العصبي المركزي).

## الأسباب والأعراض
يوجد عدة أسباب لحدوث هذه المتلبازمة ومنهاː
-خلل في أداء الجهاز العصبي المستقل الذي يتحكم بالحركات اللارادية عند الإنسان مثل حركة عضلة القلب والعضلات الملساء.
-تشوه في حدقة العين.
-انقطاع التعرق العصبي المنشأ.
-عدم ثباتية تغير قطر الأوعية الدموية.
-عدم اكتمال تنسج مينة الاسنان.
-زيادة سمك الأغشية السحائية في الدماغ.
-الإصابة بالبرص.

## البيلوجية المرضية
تنتج هذه الأعراض في هذا المرض عن اضطرابات في العرف العصبي وهو ذلك الجزء العابر من الأدمة الظاهرة والواقع بين الانبوب العصبي «المصدر الجنيني للجهاز العصبي المركزي والذي يضم الدماغ والنخاع الشوكي» والبشرة في الجنين أثناء تشكُل الأنبوب العصبي، وتزاح خلايا العرف العابر عادةً بعد انتهاء تشكل الأعصاب بفترة قصيرة جداً. صنفت هذه الخلايا على أنها من الخلايا المنتشة الرابعة «مجموعة الخلايا التي تتشكل أثناء تكوّن الجنين» نظراً لأهميتها الكبيرة، حيث تتطور هذه الخلايا فيما بعد إلى أعصاب تتبع للجهاز العصبي المستقل، وتتحكم في العضلات الهيكليّة، الأوتار والعضلات الملساء، خلايا العظم، خلايا الميلانين، الخلايا الداعمة والخلايا المنتجة للهرمونات في العديد من الأعضاء.

## وصلات إضافية
-https://embryology.med.unsw.edu.au/embryology/index.php?title=Neural_Crest_System_-_Abnormalities